# Riccardo Mosca
Riccardo Mosca (1970) è un regista italiano.

## Biografia
Dopo aver studiato presso la scuola del teatro Stabile di Genova, Riccardo Mosca ha iniziato a lavorare nel mondo del cinema come aiuto regista di Michele Soavi in Il testimone (2001), Francesco (2002) e Ultimo - L'infiltrato (2004), oltre che per la serie televisiva Distretto di polizia. Proprio con Distretto di polizia, Mosca ha debuttato anche alla regia, a cui seguono Cuore contro cuore (2004), Codice rosso (2006) e Caterina e le sue figlie (2010). Nel 2007 ha debuttato anche come regista teatrale con In circolo ovvero è la parte che resta ovvero Pietro e Maria.

## Filmografia

### Televisione
- Cuore contro cuore (2004)
- Codice rosso, insieme a Monica Vullo (2006)
- Caterina e le sue figlie (2010)
- Oltre la soglia, insieme a Monica Vullo (2019)
- I bastardi di Pizzofalcone 4, 2 episodi insieme a Monica Vullo (2023)
- Màkari 3, insieme a Monica Vullo (2024)
- Tutto quello che ho, insieme a Monica Vullo (2025)